# 第二次国際連合ソマリア活動
第二次国際連合ソマリア活動（だいにじこくさいれんごうソマリアかつどう (United Nations Operation in Somalia II,UNOSOM II）はソマリアに展開した国際連合平和維持活動。ソマリア内戦収拾のために第一次国際連合ソマリア活動(UNOSOM I)を拡大・改編したもので、1993年3月26日の国際連合安全保障理事会決議814に基づき設立された。

## 概要
ソマリア内戦の収拾にあたっては、1992年4月にUNOSOM Iが設立され、7月より現地で活動を行なっていた。しかし、UNOSOM Iはソマリア各勢力の協力を得られず、治安状況も劣悪であったため、人道支援活動も含め十分な成果を挙げることができなかった。1992年12月3日に国際連合安全保障理事会決議794が採択され、国際連合憲章第7章に基づき加盟国に対し人道支援を可能とする安全な環境構築のため、必要なあらゆる措置の実施権限の付与がなされた。これにより、アメリカ軍を主力とする多国籍軍・統合任務部隊（en:Unified Task Force,UNITAF）が編成されている。UNITAFは12月9日より現地で作戦を開始し、その防護下で人道支援活動が行なわれた。
国連事務総長は、1993年3月に安保理へ報告書を提出し、UNITAFの国連指揮下への移管、これに伴うUNOSOM Iへの強制力付与を求めた。強制力を用いて、平和創出活動を行なう構想である。これを受けて、安保理は1993年3月26日に安保理決議814を採択した。決議では国際連合憲章第7章に基づき、停戦監視や武装解除、人道支援活動の実施のみならず、ソマリアにおける警察機構をはじめとする統治機構の再建支援、再定住支援や市民社会の再構築などの実施も求めた。UNOSOM Iを拡大改編し、第二次国際連合ソマリア活動(UNOSOM II)が設立された。UNITAFの指揮も、UNOSOM II下に置かれる予定であった。
UNOSOM IIの規模は兵員約28,000名（うち後方支援要員8,000名）などであった。UNITAFは5月4日にUNOSOM II下に移管された。アメリカ軍は一部を除き、UNOSOM IIに参加しなかったが、支援協力を行なう体制にあった。
1993年6月5日にパキスタン軍がモハメッド・ファッラ・アイディード将軍派の武器庫を査察中に民兵と衝突、パキスタン兵25名が死亡し、行方不明者が出る事態となった。6月6日に国際連合安全保障理事会決議837が採択され、攻撃に対してあらゆる必要な手段を取ることが求められた。6月12日にUNOSOM IIは、敵対勢力に対する軍事行動を開始し、武器庫の破壊や対立を煽っているラジオ局の破壊を行なっている。アイディード将軍の逮捕も目指したが、これは不首尾に終わり、ソマリアの市民感情もUNOSOM IIに対して敵対的となり、民兵がUNOSOM IIを襲撃するようになった。
1993年10月3日にアイディード将軍派幹部の逮捕を目指したアメリカ軍の作戦が実施された。後にモガディシュの戦闘として知られるこの戦いにおいて、アメリカ軍とソマリア市民の双方に大きな犠牲が出て、市民感情のさらなる悪化を招いた。アメリカ軍兵士の死体が市中を引き回されるなど衝撃的な映像が公開された事の影響もあり、アメリカ軍は1994年3月にソマリアから撤退した。
状況の困難さにより、1994年2月4日には国際連合安全保障理事会決議897が採択され、武装解除任務はUNOSOM IIから外され、各武装勢力の自発的行動に任せることとなった。兵力も約22,000名まで削減されている。
1994年中に一部地域での再度の停戦合意や警察官の要請などが行なわれたものの、UNOSOM IIに対する民兵の襲撃は続き、治安状況は改善されなかった。和平交渉も有効な成果を生み出せなかった。1994年11月4日の国際連合安全保障理事会決議954により、1995年3月31日をもってUNOSOM IIを終了させることとなり、撤退作業が開始された。ソマリアからの部隊の本格的な撤収は1995年1月より開始された。3月3日をもってソマリアからの撤退を完了している。UNOSOM IIは154名の死者を出した。
UNOSOM IIは人道支援面で一定の成果をあげたものの、和平構築にまでは至らず強制的な平和創出活動に対する課題を残した形となった。